# Freiburger Verkehrs AG
Freiburger Verkehrs AG, також відома як VAG Freiburg або просто VAG — муніципальна транспортна компанія міста Фрайбург-ім-Брайсгау в Німеччині, яка відповідає за експлуатацію місцевої трамвайної мережі. 
Вона є членом Regio-Verkehrsverbund Freiburg (RVF), транспортної асоціації, яка координує громадський транспорт у місті Фрайбург і сусідніх районах Еммендінген і Брайсгау-Гохшварцвальд. 

Крім того, VAG володіє 50% акцій Брайсгау S-Bahn, інші 50% належать SWEG. 
Компанія управляє регіональною залізничною мережею на коліях, що належать DB Netz AG і SWEG. 
Послуги здійснюються на коротких дільницях Райнтальбану, а також коліями Ельцтальбан, Кайзерштульбану і Брайзахбану. 

VAG є відкритим товариством з обмеженою відповідальністю, акціонером якого є місто Фрайбург. 
У 2010 році загальний збиток склав 7,545 млн євро. 
Це було досягнуто завдяки коефіцієнту покриття 88%, що є вражаюче високим показником за стандартами німецького громадського транспорту.

## Історія
Попередником VAG було «Direktion des Elektrizitätswerkes und der Straßenbahn», яке заснували 1 жовтня 1899 року.
14 жовтня 1901 року кінні омнібуси, що курсували з 1891 року, замінено електричним трамваєм. 
Завданням дирекції було якомога швидше забезпечити стабільне електропостачання трамваїв. 
Це сталося з введенням в експлуатацію електростанції на Ешхольцштрассе. 
Електростанцію виведено з експлуатації в 1950-х роках, і зараз тут розташовані три школи та культурний центр.
Директорат став частиною VAG 1 січня 1974 року. 
Сьогодні VAG співпрацює з регіональним постачальником електроенергії badenova, який належить Stadtwerke Freiberg.
У жовтні 1970 року підприємство відкрило автобусний парк на Гаїді. 
У 1992 році туди ж переїхала адміністрація історичного депо Південне. 
У 1995 році, незабаром після відкриття трамвайної лінії до Мунцингер-штрассе на Гаїд, переїхали трамвайна майстерня та депо. 
Відтоді депо постійно розширювалося. 
У 2021 році розпочато будівництво навісу для електробусів довжиною 78 метрів. Влітку 2022 року парк електробусів має бути розширено з двох до сімнадцяти.
1 січня 2009 року електропостачання фрайбурзького трамвая та Шауїнсландбану повністю переведено на екологічну електроенергію. 
У 2013 році компанія VAG запустила в експлуатацію перший маховиковий генератор на Мосвайгері у Ландвассері, який накопичує енергію гальмування колыйних транспортних засобів і передає її на вагони що прискорюються. 
У 2018 році відбулося урочисте відкриття другого маховикового генератора в Церингені.

## Мережа

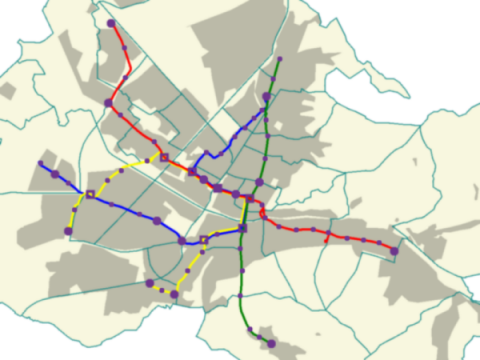
Схема трамвайної мережі станом на 29 квітня 2006 року

VAG керує мережею, що включно з трамвайними лініями, автобусними маршрутами та гондольним підйомником. 
Мережа перевозить в середньому 200 тис. пасажирів на день. 
Основу мережі складають чотири трамвайні лінії. 
З цим узгоджено 26 автобусних ліній, які сполучають пункти пересадки з прилеглими районами. 
Крім того, Шауїнсландбан забезпечує доступ до вершини гори Шауїнсланд. 

VAG обслуговує свої лінії парком із 62 трамваїв і 104 автобусів. 
Вони покривають 3,1 і 4,1 млн км/рік відповідно. 

Більшість трамваїв і всі автобуси мають низьку підлогу.
Звичайний інтервал руху трамваїв становить п’ять хвилин (лінія 1) і 7,5 хвилин (лінії 2,3 і 5), а інтервали руху автобусів сильно залежать від лінії та коливаються в основному від 10 хвилин до 60 хвилин.
Подовження трамвайної лінії 2 (зеленої) на 1,8 км до межі Гундельфінгена на півночі урочисто відкрито та розпочато обслуговування 15 березня 2014 року. 

Подовження трамвайної лінії до Мессе відкрито у 2015 році.
Покращення якості та кількості послуг збільшило кількість пасажирів з 46 мільйонів у 1990 році до 73 мільйонів у 2010 році. Зростання на 58% є вражаючим, тоді як населення міста зросло на 23%.

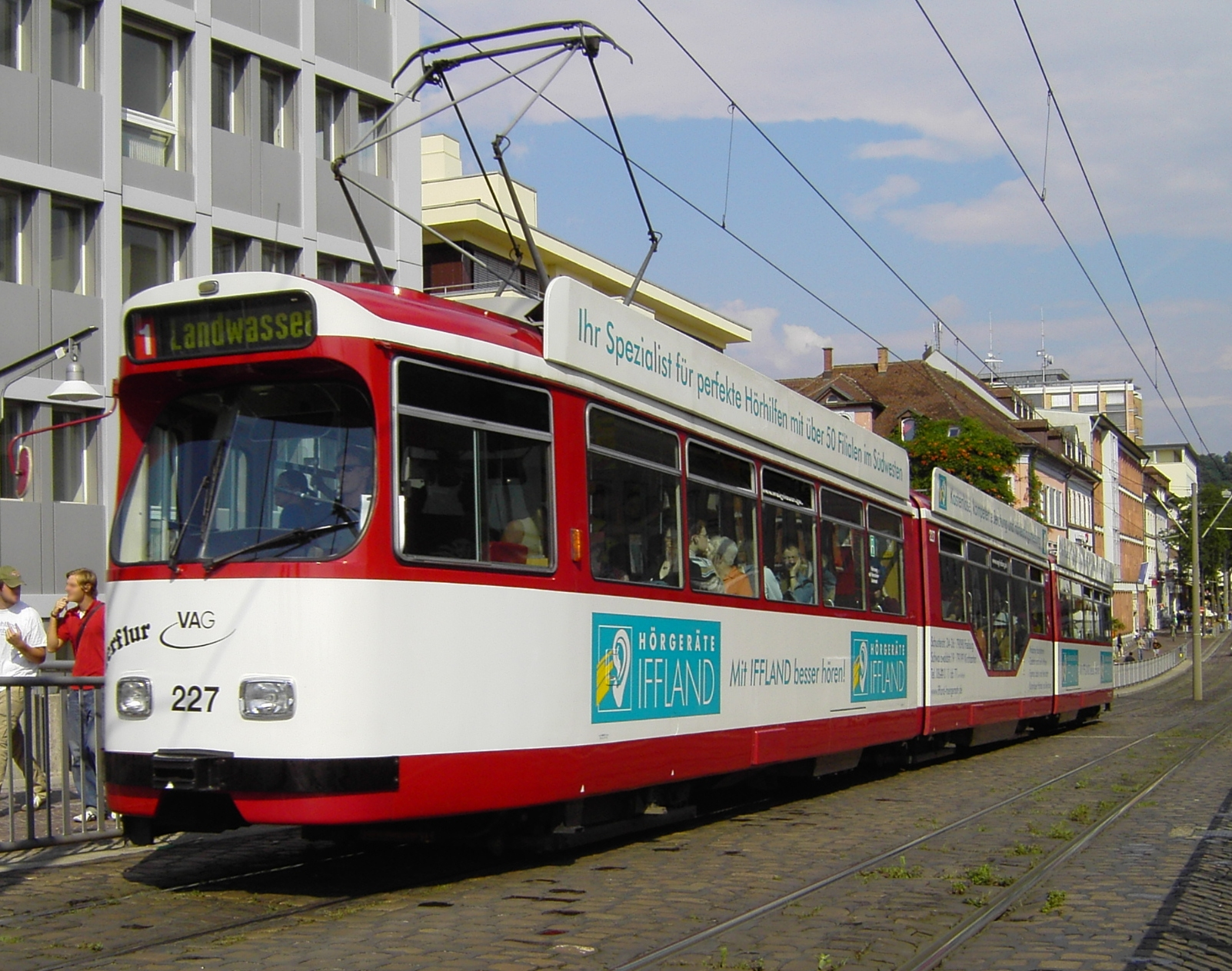
трамвай типу GT8N на мосту Штюлінг біля центрального вокзалу
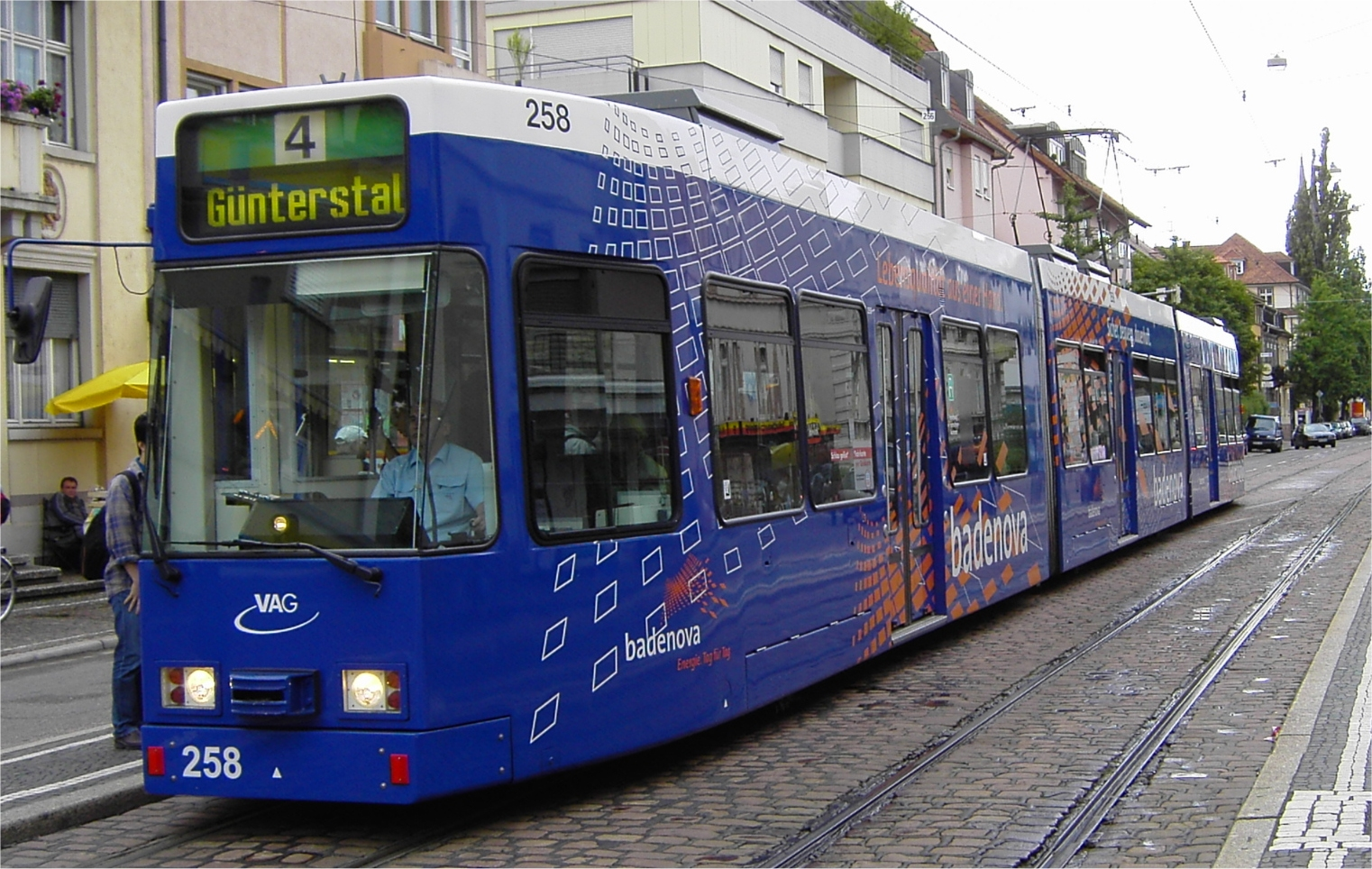
трамвай типу GT8Z на зупинці Лореттоштрассе
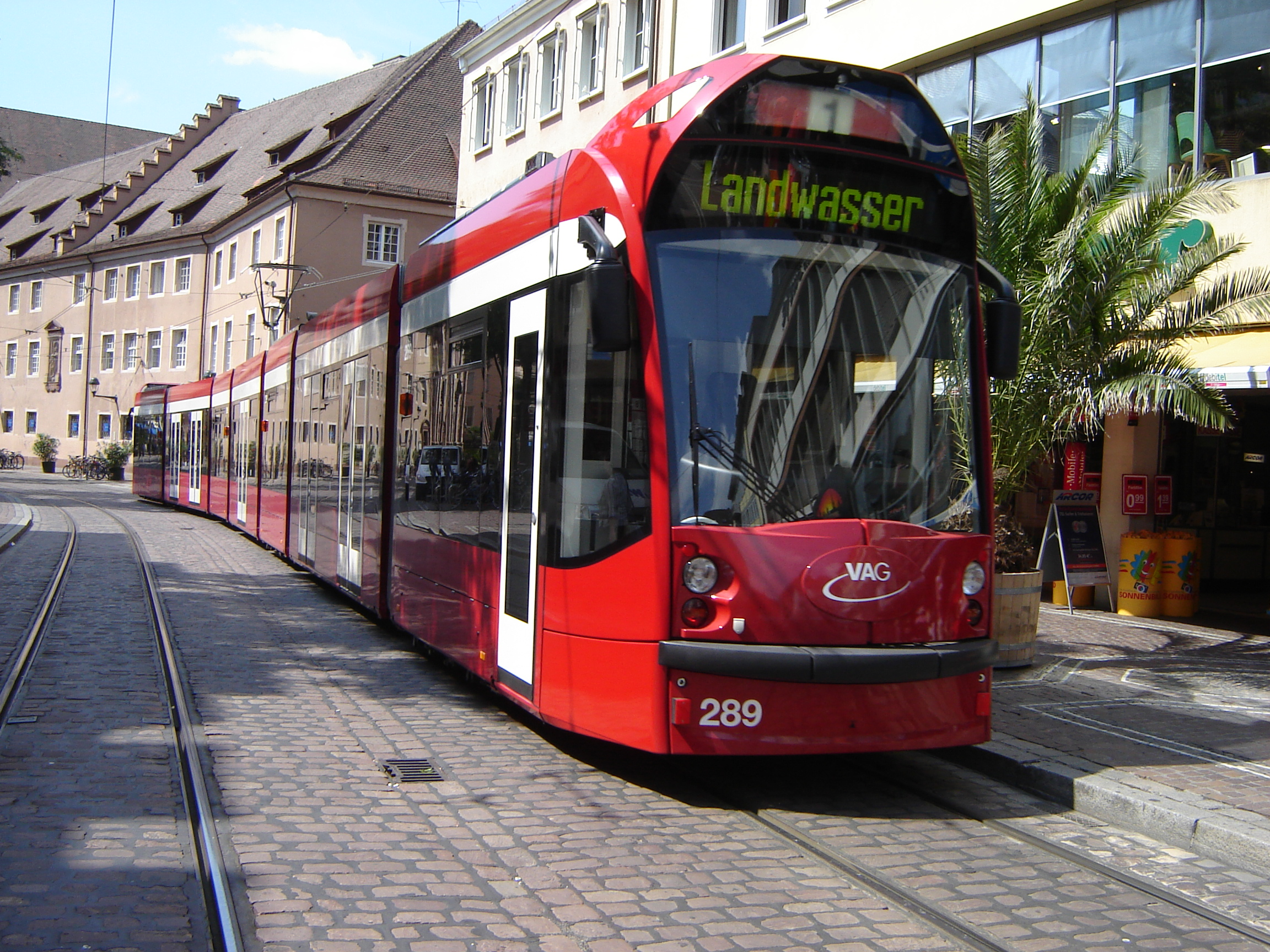
трамвай типу Combino Advanced на колишній зупинці Бертольдсбруннен
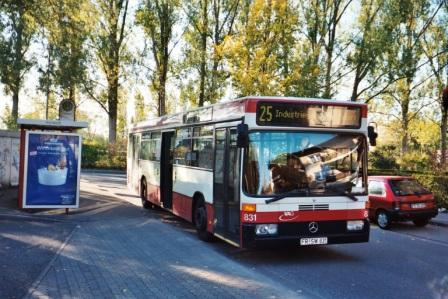
автобус (#831) in Гохдорфі

## Нічний трафік
Нічна послуга, відома як «Безпечний рух», забезпечувалася сімома нічними автобусними лініями, які працювали в ніч на суботу та неділю та перед святковими днями. 
Ці лінії, які були названі на честь планет Сонячної системи,  стартували на станції ZOB на центральному вокзалі Фрайбурга (до 15 березня 2014 року на Бертольдсбруннен) і дозволяли дістатися до навколишніх районів і муніципалітетів майже щогодини між 1 та 5 ранку.
З 14 грудня 2014 року трамваї (крім лінії 2) працюють кожні 30 хвилин у суботу, неділю та перед державними святами (від Бертольдсбруннена з 1:00 до 4:30 ранку). 
Нічні автобуси N46 і N47 доповнюють нічний рух трамваїв. 
Звичайний тариф RVF використовується у трамваях. 
Проїзд у нічних автобусах N46, N47 коштує 4 євро.